# R.O.O.M.
R.O.O.M. (Reflections of Open Minds) är ett svenskt möbel- och heminredningsvarumärke med ursprung i butiken Möbelgalleriet på Alströmergatan i Stockholm. Möbelgalleriet startade år 1988 men bytte år 1994 namn till R.O.O.M. I dag finns 4 R.O.O.M.-butiker (Skrapan, Täby centrum, Sickla Köpkvarter och Mall of Scandinavia).
Sortimentet består av möbler, heminredningsdetaljer, textilier, belysning med mera från ledande varumärken.